# Rathaus (Kirchehrenbach)

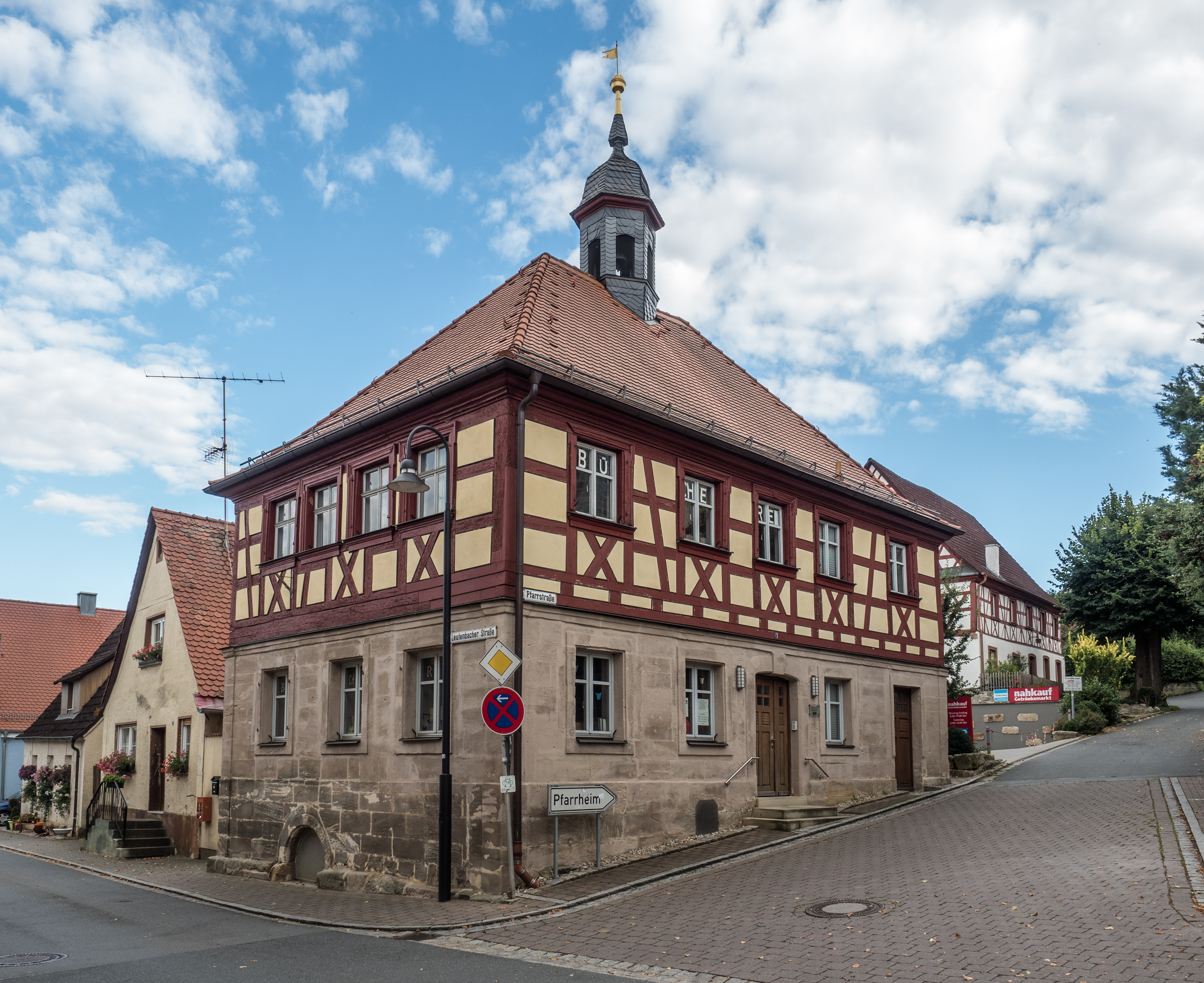
Ehemaliges Rathaus in Kirchehrenbach

Das ehemalige Rathaus in Kirchehrenbach, einer Gemeinde im oberfränkischen Landkreis Forchheim in Bayern, wurde Mitte des 18. Jahrhunderts errichtet. Das Gebäude mit der Adresse Pfarrstraße 1, an der Ecke zur Hauptstraße, ist ein geschütztes Baudenkmal. 
Der zweigeschossige Walmdachbau mit einem Erdgeschoss aus Sandsteinquadermauerwerk und einem Obergeschoss in Riegelfachwerkbauweise wird von einem offenen Dachreiter mit Haube bekrönt, in dem  eine Glocke hängt. Das Fachwerk ist mit Andreaskreuzen geschmückt.